# 东盟商务区站
东盟商务区站是南宁轨道交通1号线的地铁车站，位于中华人民共和国广西壮族自治区南宁市青秀区民族大道与中柬路交叉口地下，该站于2016年6月28日开通运营。